# U-WATCH
U-WATCH（ユーウォッチ）は、日本で公開された映画・ドラマ・バラエティーについてのオンラインデータベース。2020年から株式会社GEARが運営している。2023年には第36回東京国際映画祭のスポンサーも務める。

## 沿革
- 2011年8月 - 株式会社GEAR設立。Web制作の受託事業、SEO事業を展開
- 2020年2月 - 映画レビューサイト「U-WATCH」を開設
- 2023年5月 - 「U-WATCH」にシステムを導入しリニューアル
- 2024年7月 - 42000作品以上の作品情報を公開・50名以上の芸能人インタビュー記事を掲載
- 2025年6月 - 43000作品以上の作品情報を公開・130名以上の芸能人インタビュー記事を掲載

## 略歴・概要
U-WATCH自体は2020年に立ち上がる。1日約5作品、1か月で100作品、24か月で2400作品ほどのペースで2年で2000作品ほどの作品ページを掲載。2023年5月末にはサイトにシステムを導入、会員機能を実装。作品ページの公開スピードも向上。

## 芸能人インタビュー
数多くの芸能人インタビューを掲載している。
伊藤英明さん：伊藤英明×綾小路 翔（氣志團）の『ドンケツ』対談。20年来の友人同士で語り合う、ドラマと主題歌の制作秘話
大地真央さん：映画初主演の大地真央、『ゴッドマザー』で魅せる圧巻の演技。1人の女性の15歳から92歳を演じた心意気
岡本玲さん：舞台『みんな鳥になって』中島裕翔の相手役を演じる岡本玲。中東の現実に鋭く切り込む作品で感じる“俳優の使命”　
なえなのさん： 映画『見える子ちゃん』出演のなえなの。映画初出演の現場で体感した“青春”
小泉孝太郎さん：ドラマ『失踪人捜索班』小泉孝太郎が明かす、町田啓太への信頼感。「爽やかで熱量があって、弟のよう」